# ホルスの目

ホルスの目（ラーの目）

ホルスの目（ホルスのめ） は古代エジプトのシンボル。

## 概要
古代エジプトでは非常に古くから、太陽と月は、ハヤブサの姿あるいは頭部を持つ天空神ホルスの両目（「ホルスの目」）だと考えられてきた。
やがて二つの目は区別され、左目（「ウアジェト（ウジャト）の目」）は月の象徴、右目（「ラーの目」）は太陽の象徴とされた。

### ウアジェト（ウジャト）の目
ウアジェト（ウジャト）は、コブラの姿、あるいは、頭上にコブラをつけた女性の姿で描かれる、下エジプトの守護女神。
「ウアジェトの目」は、周期的に満ち欠けする月の象徴であることから、欠けた月が再び満ちるように、「失ったものを回復させる」「完全なるもの、修復されたもの」という意味がある。
エジプト神話では、ホルス神の左目である「ウアジェトの目」は、ホルス神が父オシリス神の仇であるセト神を討つ時に失われたが、（この左目はホルス神の下を離れ、エジプト全土を旅して知見を得た後、）知恵の神にして月の神・時の神であるトート神によって癒され（ホルス神の下に戻り）、回復した。そのため、「ウアジェトの目」は「全てを見通す知恵」や「癒し・修復・再生」の象徴（シンボル）とされた。またホルス神が癒された目を父オシリス神に捧げたというエピソードから、供物の象徴（シンボル）ともされた。
また、守護神としてのウアジェトの性質から、守護や魔除けの護符として用いられた。
ミイラ（死者）に添えられることもある。ツタンカーメンの「ウジャトの目の胸飾り」が有名である。
第一中間期と中王国時代に、「ウアジェトの目」（左目）と「ラーの目」（右目）を左右に合わせた両目が、ミイラを納めた（ミイラは体の左側を下にして納められることが多かった）柩の左側面に描かれたりした。これはミイラを守る護符とも、死者（ミイラ）がこの世（棺の外）を見るための窓とも解釈される。目は太陽の昇る方向である東に向けられていた。

### ラーの目
ラーは、エジプト神話の太陽神。
ラーは自らを崇め敬わない人間を滅ぼすため、自らの片目（右目とも左目とも）を雌ライオンの頭を持つ破壊の女神セクメトに作り変え地上に送り、人間界で殺戮のかぎりを尽くさせた。

### その他
処方箋のシンボルであるRxマークとの関連性も指摘されるが、この説には客観的な証拠がない。
脳の断面図の松果体とする仮説がある。

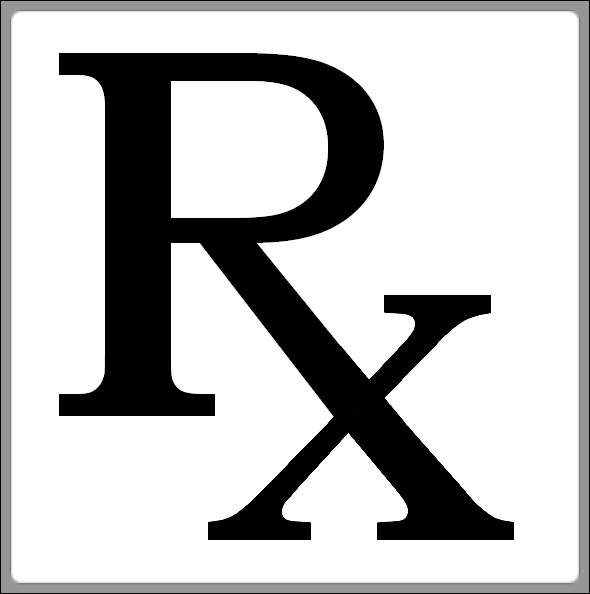
Rxマーク

サタニック・サイン（コルナ、日本の狐の影絵のゼスチャー）を横から見たところとする仮説がある。